# Philyra malefactrix
Philyra malefactrix is een krabbensoort uit de familie van de Leucosiidae. De wetenschappelijke naam van de soort is voor het eerst geldig gepubliceerd in 1915 door Kemp.